# Celama sarniensis
Celama sarniensis är en fjärilsart som beskrevs av Van Son 1933. Celama sarniensis ingår i släktet Celama och familjen trågspinnare. Inga underarter finns listade i Catalogue of Life.